# Wayne Mixson
John Wayne Mixson (New Brockton, 16 juin 1922 - Tallahassee, 8 juillet 2020) est un homme politique et agriculteur américain.

## Biographie
Mixson a siégé à la Chambre des représentants de Floride de 1967 à 1978.
Il a été le 12e lieutenant-gouverneur de Floride de 1979 à 1987, et le 39e gouverneur de Floride pendant trois jours en janvier 1987.